# Hans van Helden (illustrator)
Hans van Helden (Zevenhuizen, 1952) is een Nederlands illustrator en beeldend kunstenaar.
Hij werd opgeleid als beeldend kunstenaar aan de Vrije Academie voor Beeldende Kunsten (1970-1975) en de Koninklijke Academie voor Beeldende Kunsten (1975-1980) te Den Haag. Daarna illustreerde hij o.a. verhalen voor Lévi Weemoedt en andere literaire auteurs in het AD (Algemeen Dagblad). Verder specialiseerde hij zich in muzikale reisverhalen, die hij zelf schreef en illustreerde. Bekend zijn de rijk geïllustreerde verhalen over IJsland, Bretagne en Ierland. De plaatselijke volksmuziek en het landschap kregen hierin veel aandacht.
Hij ontving de European Newspaper award voor zijn getekende reisverhalen in 2000. Voor zijn etsen ontving de kunstenaar de stadsgrafiekprijs van Gouda.